# Kanton Saint-Auban
Saint-Auban is een voormalig kanton van het Franse departement Alpes-Maritimes. Het kanton maakte deel uit van het arrondissement Grasse. Het werd opgeheven bij decreet van 24 februari 2014, met uitwerking op 22 maart 2015. De gemeenten werden opghenomen in het kanton Grasse-1 met uitzondering van Aiglun en Sallagriffon die aan het kanton Vence zijn toegevoegd.

## Gemeenten
Het kanton Saint-Auban omvatte de volgende gemeenten:
- Aiglun
- Amirat
- Andon
- Briançonnet
- Caille
- Collongues
- Gars
- Le Mas
- Les Mujouls
- Saint-Auban (hoofdplaats)
- Sallagriffon
- Séranon
- Valderoure